# 韶关站
韶关站，原称韶关西站，俗称「新韶关站」或「韶关新客站」，位于中国广东省韶关市西南的武江区西联镇芙蓉新城，距离韶关市中心8公里、韶关东站10公里，为京广高速铁路的车站。

## 历史
本站是京广高速铁路的车站，于2009年建成启用，工程投资达1亿元人民币；通车时名为韶关西站。2009年12月15日更名为韶关站。

## 车站结构
韶关站设有2座站台，2条正线、4条到发线，并预留1条到发线。站房建筑面积10,000平方米，可容纳1000人。

## 图集
- 3/4站台
- 列车驶入/驶离韶关站

## 邻近车站
| 上一站           |  | 中国铁路                          |  | 下一站           |
| ---------------- |  | --------------------------------- |  | ---------------- |
| 乐昌东北京西方向 |  | 京广高速铁路 ← 48km 韶关站 70km → |  | 英德西广州南方向 |